# Джейранчёль (посёлок)
Джейранчёль (азерб. Ceyrançöl) — посёлок в Пойлинском (поселковом) административно-территориальном округе Акстафинского района Азербайджана.

## Этимология
В 1965 году поселку присвоено имя по названию степи, в которой он расположен.

## История
Согласно административному делению 1961 и 1977 года посёлок Джейранчёль входил в Пойлинский сельсовет Казахского района Азербайджанской ССР.
24 апреля 1990 года посёлок передан в состав новообразованного Акстафинского района.
В 1999 году в Азербайджане была проведена административная реформа и внутри Пойлинского административно-территориального округа был учрежден Пойлинский муниципалитет Акстафинского района, в который и вошел поселок. В 2004 году был создан Пойлинский (поселковый) АТО, куда был передан поселок.

## География
Посёлок находится в 10 км от центра муниципалитета Пойлу, в 23 км от райцентра Акстафа и в 468 км от Баку. Ближайшая железнодорожная станция — Пойлы.
Посёлок находится на высоте 425 метров над уровнем моря.

## Население
| Численность населения | Численность населения |
| 1999                  | 2009                  |
| --------------------- | --------------------- |
| 0                     | ↗14                   |

Население занято овцеводством.

## Климат
Среднегодовая температура воздуха в посёлке составляет +14,2 °C. В посёлке полупустынный климат.

## Инфраструктура
В селе расположен медицинский пункт.